# Kugelmühle

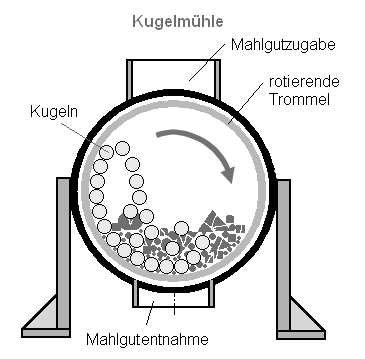
Prinzip einer Kugelmühle

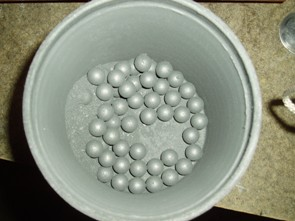
Kugeln einer Kugelmühle

Die Kugelmühle ist ein Gerät zur Grob-, Fein- und Feinstzerkleinerung oder Homogenisierung von Mahlgut. Sie besteht aus einem in Rotation versetzten Mahlraum, in dem Mahlgut durch Mahlkörper zerkleinert wird. Die hier beschriebenen Kugelmühlen, bei denen Kugeln zur Zertrümmerung des Mahlgutes eingesetzt werden, sind zu unterscheiden von Steinmühlen.

## Einordnung
Kugelmühlen gehören zur Gruppe der Mahlkörpermühlen und dienen vorrangig dem Zerkleinern. Sie gehören somit verfahrenstechnisch zur Mechanischen Verfahrenstechnik.
Unterarten der Kugelmühlen sind
- steile Mühlen: Sturzmühlen,
- kurze Mühlen: Trommelmühlen und
- lange Mühlen: Rohrmühlen.

## Arbeitsprinzip
Wie bei allen Mahlkörpermühlen werden auch in der Kugelmühle Mahlkörper und Mahlgut bewegt. Dadurch kommt es zu Stößen zwischen den Mahlkörpern untereinander und zwischen Mahlkörpern und Wänden. Das Mahlgut wird zerkleinert, wenn es sich zwischen den Körpern befindet. Die Zerkleinerung der Körper/Partikel geschieht durch Schlagbeanspruchung, somit kommen als Mahlgut ausschließlich Materialien mit Sprödbruchverhalten in Frage.
Als Mahlkörper kommen Kugeln oder Cylpebs (Zylinder) zum Einsatz. Kugelmühlen werden sowohl bei der Nass- als auch bei der Trockenmahlung eingesetzt. Abhängig von der Drehzahl treten verschiedene Mahlkörperbewegungsformen auf. Bei niedrigen Drehzahlen findet Kaskadenbewegung statt, bei der die Kugeln nur abrollen. Mit steigender Drehzahl werden die Kugeln angehoben und fallen auf das Mahlgut (Kataraktbewegung). Oberhalb der kritischen Drehzahl werden die Kugeln von der Fliehkraft an der Trommelwand festgehalten und es findet kaum noch Bewegung und Vermahlung statt. Der optimale Betriebspunkt ist oberhalb einsetzender Kataraktbewegung und unterhalb der kritischen Drehzahl.

## Ausführung
Kugelmühlen sind in der Regel aus einem horizontal drehbar gelagerten kreiszylindrischen Mahlbecher aufgebaut. Der Mahlraum ist mit einer Panzerung ausgestattet, die gewechselt werden kann. Aus Kostengründen werden als Mahlkugeln meist Kugeln aus Gusseisen eingesetzt, die zu Beginn des Mahlprozesses nicht einmal rund sein müssen. Im Labormaßstab werden auch Kugeln aus Stahl, Stein, Porzellan oder Keramik eingesetzt.
Der Mahlraum kann durch eine oder mehrere Zwischenwände getrennt sein. Die erste Kammer ist dann mit den größten Kugeln und die weiteren mit kleineren Kugeln gefüllt. Bei Zementmühlen geschieht diese Trennung durch eine Gattierpanzerung kontinuierlich (Trennung der Kugeln durch Impuls an abgeschrägter Gattierung).
Befüllt werden die Mühlen durch eine zentrale Öffnung in einer der Stirnwände. Der Austrag ist von der Bauform abhängig. Bei Trockenmühlen wird das Mahlgut durch Schlitze in der Rohrwand am Mühlenende ausgetragen. Die Mahlkörper werden so zurückgehalten.

## Werkstoffe
Sowohl die Mahlbecher als auch die Mahlkugeln können aus verschiedenen Werkstoffen gefertigt sein, die möglichst abriebfest sein sollen. Beim Mahlen von Stoffen im Rahmen der Analytik wird man Werkstoffe wählen, deren Abrieb das Analysenergebnis nicht stört. Will man beispielsweise den Chromgehalt einer Probe messen, darf man keine Mahlwerkzeuge aus Stahl benutzen, da diese Chrom enthalten und somit den Chromgehalt der Probe verändern würden.
Mahlbecher und -kugeln werden heute meist aus Chromstahl, Wolframcarbid, Keramiken, Zirconiumoxid, Sinterkorund oder aus Achat angeboten, früher wurde auch Kugelfeuerstein eingesetzt. Mahlbecher und -kugeln sollten aus demselben Werkstoff bestehen, um den gegenseitigen Verschleiß zu minimieren.
Allerdings werden aus Gewichts- und aus Kostengründen inzwischen auch Mühlen aus Stahlblech oder sogar nur aus einer Stahlrahmenkonstruktion gefertigt, die mit auswechselbaren Verschleißplatten z. B. aus Keramik oder Gummi verkleidet werden.

## Verwendung

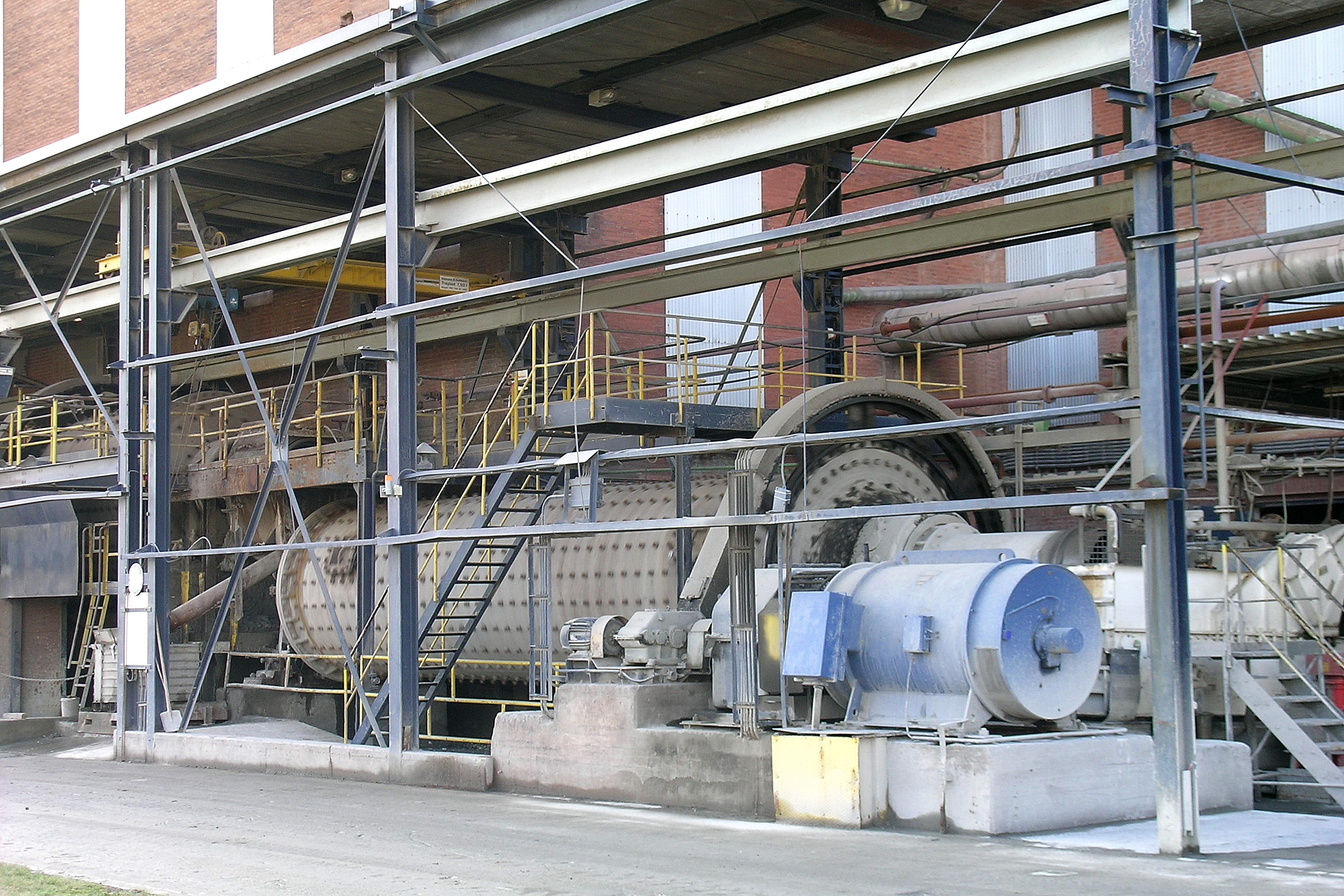
Kugelmühle zur Nassmahlung in einer industriellen Anlage

Generell können mittelharte bis extrem harte, spröde und faserige Materialien zerkleinert werden. Außerdem sind Nassvermahlungen und Vermahlungen unter Inertgas mit entsprechenden Begasungsdeckeln möglich.

### Anlagentechnik
Kugelmühlen kommen großtechnisch als Trommelmühlen zum Zerkleinern von Klinker, Erzen, Kohle usw. in Bergbau, Hüttentechnik und Keramikindustrie zum Einsatz.
Ein Beispiel für die Verwendung der Kugelmühle findet sich bei der Herstellung von Emaille. (Bzw. der zum Emaillieren benötigten Fritte, der gebrauchsfertigen Emaille)

### Laborgeräte
Im Labor dienen Kugelmühlen meist der Zerkleinerung von Proben (siehe Analytische Chemie), beispielsweise in der Chemie, Metallurgie oder in der Bodenkunde. In der Biochemie benutzt man Kugelmühlen zum Aufschluss von Zellen in Bakterien, Hefen oder Sporen. Dabei werden häufig Kugeln aus Glas oder Zirkon benutzt.